# Enzo Fernández (football, 2001)
Pour les articles homonymes, voir Enzo Fernández et Fernández.
Enzo Fernández, né le 17 janvier 2001 à San Martín en Argentine, est un footballeur international argentin qui évolue actuellement au poste de milieu de terrain au Chelsea FC.
Avec l'Argentine, il remporte la Coupe du monde 2022, à l'issue de laquelle il est désigné meilleur jeune.

## Biographie

### En club

#### River Plate
Né à San Martín en Argentine, Enzo Fernández est formé dans l'un des plus grands clubs du pays, River Plate. Au centre de formation, il côtoie notamment Julián Álvarez avec qui il joue en équipe professionnelle ainsi qu'en sélection.
Il joue son premier match en professionnel avec ce club, le 5 mars 2020, à l'occasion d'une rencontre de Copa Libertadores face au LDU Quito. Il entre en jeu à la place de Santiago Sosa lors de cette rencontre perdue par son équipe sur le score de trois buts à zéro.

#### Prêt à Defensa y Justicia puis retour à River Plate
En août 2020 il est prêté à Defensa y Justicia pour une saison, où il est notamment coaché par Hernán Crespo. Il est titularisé le 23 janvier 2021, lors de la finale de la Copa Sudamericana 2020 contre le CA Lanús. Son équipe s'impose par trois buts à zéro ce jour-là. Fernández remporte ainsi le premier titre de sa carrière et le Defensa y Justicia glane le premier trophée de son histoire dans cette compétition.
À la demande de Marcelo Gallardo, River exerce en juin 2021 la clause d'interruption du prêt pour faire revenir Fernández plus tôt que prévu. Il remporte le Championnat 2021 et le Trophée des Champions en battant Colón (4-0),.
Le 20 décembre 2021, Fernández prolonge son contrat avec River Plate jusqu'en décembre 2025.

#### SL Benfica
À la suite de l'élimination de Rive Plate en huitièmes de finale de Copa Libertadores, Enzo Fernández s'engage le 14 juillet 2022 pour cinq saisons (jusqu'en 2027) avec le club portugais de Lisbonne, Benfica. Le transfert est de 10 millions d’euros plus 8 en bonus,. Sa clause libératoire, elle, est fixée à 120 millions d'euros.
Le 2 août 2022, Enzo Fernández joue son premier match officiel lors de la phase préliminaire de la Ligue de champions sous les couleurs de Benfica. Du même coup, il inscrit un superbe but lors de la victoire 4-1 contre Midtjylland dans le Estádio da Luz pour le match aller[réf. souhaitée].
Il est désigné meilleur milieu de terrain du championnat en août, octobre et novembre. Avec son club, il termine en tête de leur groupe de Ligue des champions, devant le Paris Saint-Germain et la Juventus.

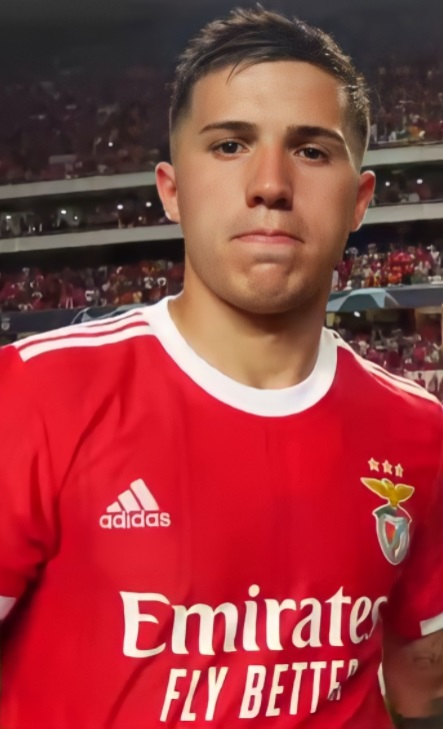
Enzo Fernández en 2022 avec Benfica

Impressionnant avec le club lisboète et en sélection, il est approché par Chelsea en décembre 2022 malgré le refus de son club de le laisser partir sauf paiement de la clause libératoire. Il entame un tour de force avec Benfica pour rejoindre le club londonien : il passe le jour de l’an en Argentine, malgré l'interdiction prononcée par le SLB, puis manque deux entraînements du club. Il est même laissé en tribune lors du match face à Portimonense lors qu'est célébré le sacre mondial argentin avec Nicolás Otamendi. Enzo force le transfert mais est aligné dans le onze de départ en Coupe du Portugal. Après avoir marqué et célébrer mimant qu’il resterait en pointant le blason du club le départ du SLB est officialisé et le jeune argentin se met ainsi le club et les supporters à dos, notamment après avoir déclaré à son arrivée qu'il voyait Benfica comme "un tremplin" vers d'autres clubs.

#### Chelsea F.C
Finalement, le 31 janvier 2023, lors de la fermeture du mercato d'hiver, le club anglais de Chelsea FC annonce le transfert d'Enzo Fernández pour un montant de 121 millions d'euros. Le champion du monde argentin est lié au club londonien jusqu'en juin 2031. A cette occasion, il devient le joueur le plus cher de l'histoire de la Premier League.
Il joue son premier match pour Chelsea le 3 février 2022, lors d'une rencontre de Premier League face au Fulham FC où il est titularisé (0-0 score final). 
En avril 2023, il prolonge d'un an jusqu'en 2032.
Fernández inscrit son premier but pour Chelsea le 30 août 2023, à l'occasion d'une rencontre de coupe de la Ligue anglaise face au AFC Wimbledon. Entré en jeu, il donne la victoire à son équipe (2-1 score final).

### En équipe nationale
Enzo Fernández compte deux sélections avec l'équipe d'Argentine des moins de 20 ans, toutes les deux obtenues en 2019.
En novembre 2021, il est convoqué pour la première fois avec l'équipe nationale d'Argentine par le sélectionneur Lionel Scaloni pour disputer deux matchs de qualification pour la Coupe du monde 2022, mais il restera sur le banc
Le 4 septembre 2022, il est de nouveau rappelé pour deux match amicaux contre le Honduras et la Jamaïque. Il rentre en jeu lors des deux rencontres, réalisant ainsi ses débuts avec la sélection,.
En 2024, il défraille la chronique en raison de chants racistes après la victoire de l’Argentine en Copa America à l’encontre de l’équipe de France.

#### Champion du monde et meilleur jeune du Mondial 2022

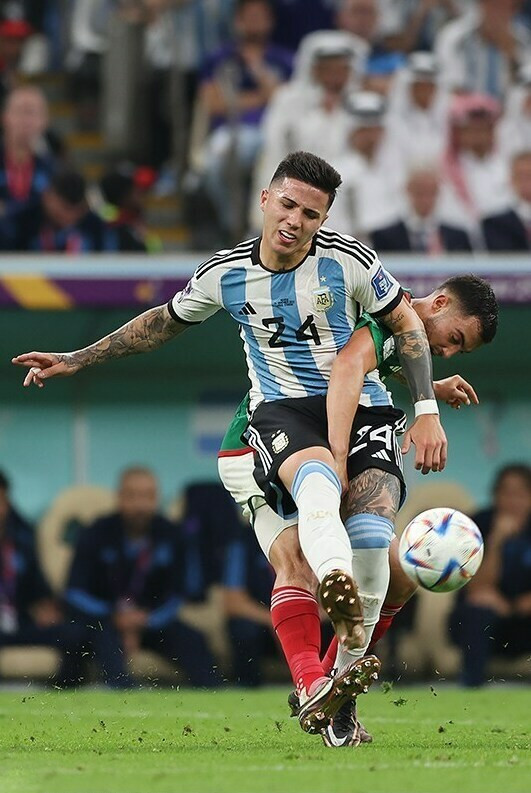
Enzo Fernández face au Mexique pendant le Mondial 2022

Auteur de bonnes performances avec Benfica et avec seulement deux matchs au compteur, le 11 novembre 2022, il est sélectionné par Lionel Scaloni pour participer à la Coupe du monde 2022 au Qatar.
Il participe à l'ensemble des matchs du tournoi, s'imposant comme titulaire dans le milieu à 3 aux côtés de De Paul et Mac Allister, prenant notamment la place de Leandro Paredes décevant en début de compétition,. Le 26 novembre 2022, il inscrit son premier but avec l'Argentine face au Mexique d'une superbe frappe enroulée en pleine lucarne droite, à la suite d'une passe décisive de Lionel Messi. Il est décisif lors du dernier match de poule, cruciale pour la qualification en huitièmes de finale, face à la Pologne. Il envoie une passe décisive à Julián Álvarez pour le 2-0 (score final). Lors du quart de finale face aux Pays-Bas, il rate son tir au but, ce qui n'empêche pas la victoire de l'Argentine pour les demi-finales (score 2-2, 4-3 tab). 
Enzo Fernández est titulaire lors de la finale face à la France le 18 décembre 2022. Au bout du suspense, les deux équipes se neutralisent, allant jusqu'aux prolongations (3-3), avant de se départager aux tirs au but. L'Argentine sort vainqueur de cette séance et est sacrée championne du monde. À 21 ans, il est élu meilleur jeune joueur de l'évènement.

### Vie privée
Fernández porte le nom d'Enzo Francescoli, triple vainqueur de la Copa América, en raison de la fascination de son père Raúl pour le footballeur uruguayen.
Il est en couple avec Valentina Cervantes depuis 2019, ensemble ils ont eu une petite fille Olivia née le 8 mai 2020.

## Affaires judiciaires

### Chant raciste
Le 15 juillet 2024, Enzo Fernández publie en direct sur Instagram une vidéo le montrant avec d'autres joueurs de la sélection nationale argentine, en train de célébrer leur victoire à la Copa América en reprenant les paroles d’une chanson raciste et transphobe qui vise les footballeurs français d'origine africaine. Cette chanson, chantée en 2022 à la télévision argentine par des supporters argentins après la victoire en finale de la Coupe du monde contre la France, est un détournement d'un chant de supporters du Club Atlético Nueva Chicago, et comporte les paroles suivantes : « Ils jouent en France mais ils sont tous d’Angola. Que c’est beau, ils vont courir, ils aiment les travestis comme ce putain de Mbappé. Sa mère est du Nigeria, son père du Cameroun mais sur les papiers… la nationalité : français »,. 
Les joueurs de l'équipe de France de football Wesley Fofana et Jules Koundé critiquent publiquement le racisme de cette vidéo sur les réseaux sociaux, et certains des coéquipiers d'Enzo Fernández à Chelsea se désabonnent de son compte Instagram en signe de protestation.
Le 17 juillet, le président de la fédération française de football décide d’interpeller directement son homologue argentin et la FIFA et de déposer une plainte en justice pour propos injurieux à caractère racial et discriminatoire ; la FIFA annonce le jour-même ouvrir une enquête, et le club de Chelsea, pour lequel joue alors Enzo Fernández, annonce également ouvrir une procédure disciplinaire interne contre son joueur.

## Statistiques détaillées
| Saison                | Club                      | Championnat           | Championnat | Championnat | Championnat | Coupe nationale | Coupe nationale | Coupe nationale | Coupe de la Ligue | Coupe de la Ligue | Coupe de la Ligue | Supercoupe | Supercoupe | Supercoupe | Compétition(s) continentale(s) | Compétition(s) continentale(s) | Compétition(s) continentale(s) | Compétition(s) continentale(s) | Supercoupe Continentale | Supercoupe Continentale | Supercoupe Continentale | Coupe du monde des clubs | Coupe du monde des clubs | Coupe du monde des clubs | Total | Total | Total |
| Saison                | Club                      | Division              | M.          | B.          | P.d.        | M.              | B.              | P.d.            | M.                | B.                | P.d.              | M.         | B.         | P.d.       | Comp.                          | M.                             | B.                             | P.d.                           | M.                      | B.                      | P.d.                    | M.                       | B.                       | P.d.                     | M.    | B.    | P.d.  |
| 2020                  | CA River Plate            | Primera División      | -           | -           | -           | -               | -               | -               | -                 | -                 | -                 | -          | -          | -          | CL                             | 1                              | 0                              | 0                              | -                       | -                       | -                       | -                        | -                        | -                        | 1     | 0     | 0     |
| 2021                  | CA River Plate            | Primera División      | 20          | 2           | 3           | -               | -               | -               | 15                | 7                 | 5                 | 1          | 0          | 0          | CL                             | 3                              | 0                              | 0                              | -                       | -                       | -                       | -                        | -                        | -                        | 39    | 9     | 8     |
| 2022                  | CA River Plate            | Primera División      | 5           | 1           | 1           | 1               | 0               | 0               | -                 | -                 | -                 | -          | -          | -          | CL                             | 8                              | 2                              | 1                              | -                       | -                       | -                       | -                        | -                        | -                        | 14    | 3     | 2     |
| Sous-total            | Sous-total                | Sous-total            | 25          | 3           | 4           | -               | -               | -               | 15                | 7                 | 5                 | 1          | 0          | 0          | -                              | 12                             | 2                              | 1                              | -                       | -                       | -                       | -                        | -                        | -                        | 53    | 12    | 10    |
| 2020                  | Defensa y Justicia (prêt) | Primera División      | -           | -           | -           | 2               | 0               | 0               | 5                 | 0                 | 0                 | -          | -          | -          | CL+CS                          | 4+6                            | 0+1                            | 0+0                            | -                       | -                       | -                       | -                        | -                        | -                        | 17    | 1     | 0     |
| 2021                  | Defensa y Justicia (prêt) | Primera División      | -           | -           | -           | -               | -               | -               | 10                | 0                 | 0                 | -          | -          | -          | CL                             | 4                              | 0                              | 2                              | 2                       | 0                       | 0                       | -                        | -                        | -                        | 16    | 0     | 2     |
| Sous-total            | Sous-total                | Sous-total            | -           | -           | -           | 2               | 0               | 0               | 15                | 0                 | 0                 | -          | -          | -          | -                              | 14                             | 1                              | 0                              | 2                       | 0                       | 0                       | -                        | -                        | -                        | 33    | 1     | 0     |
| 2022-2023             | Benfica Lisbonne          | Liga NOS Sagres       | 17          | 1           | 5           | 3               | 1               | 0               | -                 | -                 | -                 | -          | -          | -          | C1                             | 9                              | 2                              | 1                              | -                       | -                       | -                       | -                        | -                        | -                        | 29    | 4     | 6     |
| 2022-2023             | Chelsea                   | Premier League        | 18          | 0           | 2           | -               | -               | -               | -                 | -                 | -                 | -          | -          | -          | C1                             | 4                              | 0                              | 0                              | -                       | -                       | -                       | -                        | -                        | -                        | 22    | 0     | 2     |
| 2023-2024             | Chelsea                   | Premier League        | 28          | 3           | 2           | 5               | 2               | 1               | 7                 | 2                 | 0                 | -          | -          | -          | -                              | -                              | -                              | -                              | -                       | -                       | -                       | -                        | -                        | -                        | 40    | 7     | 3     |
| 2024-2025             | Chelsea                   | Premier League        | 36          | 6           | 7           | 1               | 0               | 0               | 1                 | 0                 | 0                 | -          | -          | -          | C4                             | 8                              | 2                              | 7                              | -                       | -                       | -                       | 7                        | 1                        | 3                        | 53    | 9     | 17    |
| 2025-2026             | Chelsea                   | Premier League        | 1           | 0           | 0           | 0               | 0               | 0               | 0                 | 0                 | 0                 | -          | -          | -          | C1                             | 0                              | 0                              | 0                              | -                       | -                       | -                       | -                        | -                        | -                        | 1     | 0     | 0     |
| Sous-total            | Sous-total                | Sous-total            | 83          | 9           | 11          | 6               | 2               | 1               | 8                 | 2                 | 0                 | -          | -          | -          | -                              | 12                             | 2                              | 7                              | -                       | -                       | -                       | 7                        | 1                        | 3                        | 116   | 16    | 22    |
| Total sur la carrière | Total sur la carrière     | Total sur la carrière | 143         | 13          | 20          | 12              | 3               | 1               | 38                | 9                 | 5                 | 1          | 0          | 0          | -                              | 47                             | 7                              | 11                             | 2                       | 0                       | 0                       | 7                        | 1                        | 3                        | 250   | 33    | 40    |

### En sélection nationale
| Saison                | Sélection             | Phases finales        | Phases finales | Phases finales | Phases finales | Éliminatoires CDM | Éliminatoires CDM | Éliminatoires CDM | Matchs amicaux | Matchs amicaux | Matchs amicaux | Total | Total | Total |
| Saison                | Sélection             | Compétition           | M              | B              | Pd             | M                 | B                 | Pd                | M              | B              | Pd             | M     | B     | Pd    |
| --------------------- | --------------------- | --------------------- | -------------- | -------------- | -------------- | ----------------- | ----------------- | ----------------- | -------------- | -------------- | -------------- | ----- | ----- | ----- |
| 2022-2023             | Argentine             | Coupe du monde 2022   | 7              | 1              | 1              | -                 | -                 | -                 | 6              | 1              | 1              | 13    | 2     | 2     |
| 2023-2024             | Argentine             | Copa América 2024     | 5              | 0              | 1              | 6                 | 1                 | 1                 | 4              | 1              | 0              | 15    | 2     | 2     |
| 2024-2025             | Argentine             | -                     | -              | -              | -              | 9                 | 1                 | 2                 | -              | -              | -              | 9     | 1     | 2     |
| Total sur la carrière | Total sur la carrière | Total sur la carrière | 12             | 1              | 2              | 15                | 2                 | 3                 | 10             | 2              | 1              | 37    | 5     | 6     |

## Palmarès

### En club
| River Plate (2)                                                                                  | Defensa y Justicia (2)                                                                      | Benfica Lisbonne (1)                              | Chelsea (2)                                                                                     |
| ------------------------------------------------------------------------------------------------ | ------------------------------------------------------------------------------------------- | ------------------------------------------------- | ----------------------------------------------------------------------------------------------- |
| - Championnat d'Argentine (1) : - Champion : 2021 - Trofeo de Campeones (1) : - Vainqueur : 2021 | - Copa Sudamericana (1) : - Vainqueur : 2020 - Recopa Sudamericana (1) : - Vainqueur : 2021 | - Championnat du Portugal (1) : - Champion : 2023 | - Ligue Conférence (1) : - Vainqueur : 2025 - Coupe du monde des clubs (1) : - Vainqueur : 2025 |

### En sélection
| Argentine                                                                         |
| --------------------------------------------------------------------------------- |
| - Coupe du monde (1) : - Vainqueur : 2022 - Copa América (1) : - Vainqueur : 2024 |

### Distinctions personnelles
- Meilleur jeune joueur de la Coupe du monde 2022
- Meilleur passeur de la Coupe du monde des clubs 2025
- Membre de l'équipe-type de la Coupe du monde des clubs 2025[42]